# Siegfried Warwel
Siegfried Warwel (* 16. August 1939 in Braunsberg; † 28. März 2021 in Aachen) war ein deutscher Chemiker und Professor für Technische Chemie. Er studierte Chemie an der RWTH Aachen und wurde dort 1970 promoviert. Ab 1975 war er zunächst als Privatdozent und ab 1979 als außerplanmäßiger Professor für Technische Chemie tätig. 1982 wurde er zum Professor ernannt und wechselte 1993 an das Institut für Biochemie und Technologie der Fette (H. P. Kauffmann-Institut) in Münster, dessen Leiter er wurde.
Der Schwerpunkt seiner Forschung lag auf der Oleochemie, den Fettersatzstoffen in der Lebensmittelindustrie sowie den Einsatzmöglichkeiten nachwachsender Rohstoffe als technische Zwischen- und Endprodukte. 2004 ging er in den Ruhestand. Er starb am 28. März 2021 im Alter von 81 Jahren in Aachen.

## Schriften
- Siegfried Warwel, Nikolaus Weber: Lipide als funktionelle Lebensmittel. Landwirtschaftsverlag, Münster 2002, ISBN 978-3-7843-0495-3.